# Clion (Charente-Maritime)
Clion település Franciaországban, Charente-Maritime megyében. Lakosainak száma 847 fő (2022. január 1.). Clion Guitinières, Lussac, Mosnac, Saint-Genis-de-Saintonge, Saint-Georges-Antignac, Saint-Germain-de-Lusignan, Saint-Hilaire-du-Bois és Saint-Sigismond-de-Clermont községekkel határos.

## Népesség
A település népességének változása:
| Lakosok száma | 679  | 715  | 743  | 750  | 834  | 820  | 813  | 820  | 829  | 847  |
|               | 1968 | 1982 | 1990 | 2006 | 2013 | 2015 | 2017 | 2019 | 2020 | 2022 |